# 女中
女中（じょちゅう、めちゅう）とは、家庭・旅館・料亭などにおいて、住み込みで働く女性の日本における歴史的呼称である。

## 近世
近世の日本では、雇用または金銭の対価として身売りされて、武家や商家、庄屋の戸籍に登録され、家業や家内雑務で労働する女性を女中と呼んだ。また、接客や主人夫妻の身の回りの世話に関わる女性は上女中（かみじょちゅう）と呼ばれていたが、女中とは明確に異なる身分であり両者は断絶した存在で高い身分を出自とする娘に限られる。炊事や掃除などを行い水回りを担当する下女中（しもじょちゅう、あるいは下女）は、一般的に上使い、仲働き、端下などと分類され、出自によって役務に違いが見られた。

### 上女中
商家や上層農家の娘などが、本家や豪商のもとへ数年間奉公に出る際に、上女中として雇われる習わし（行儀見習い）があり、結婚前の女性に対する礼儀作法や家事の見習いという位置づけがなされていた。雇用者夫妻の身の回りの世話をはじめ、外出のお伴、子弟の養育、仏壇回りや上座敷の掃除などを担い、使いに出る際、帰宅した際には雇用者夫妻に口上を述べた。また、雇用者宅を訪ねる客人への接待を通じて、物言いや挨拶の仕方を会得しつつ、人物を見る目を養ったとされる。並行して、裁縫、生け花、お茶などの女性としてのたしなみを身につけた。上女中を経験した女性の多くは、武家や商家の妻に納まっている。安政3年（1856年）に書かれた、外村与左衛門家の家訓『作法記』によると、「本家、上女中在留分、別宅の娘を召仕え申すべきこと、但し、納まり方も別家の内を見立て差配いたすべきこと」（本家では別家の娘を上女中として採用し、上女中を経た娘の嫁ぎ先は他の別家から世話するように）という記述があり、雇用者夫妻がその後の縁を取り持つこともあったとみられる。

### 女中
当時の日本では身分制度が確立されていたために、女中と主人夫妻の関係は封建的主従関係であるから忠誠を要求され、両者の関係は法の枠外に置かれ主人夫妻は私的制裁権を持っていた。
江戸中期には大都市や都市の町人身分の中の富裕な家の家業発展により、近郊農村出身の女性を買い入れる地盤が出来上がっていた。下男、下女ともに、請け宿（口入れ屋、他人宿とも）の仲介で、毎年3月4日の「出替りの日」に奉公先に編入した。奉公の条件は、1日14時間前後の年間360日労働、三食付き着衣貸与で、年に2両ほどの給金や借金返済であった。1年或は半年契約の年季奉公であったが、働きが真面目であったり主人のお気に入りになったりすると、次の年も引き続いて奉公することがあり、「重年（ちょうねん）」や「居なり」と言った。

## 近代
明治時代以降、富裕な家の増加によって女中の雇用は広がり、また帝国政府の封建的主従関係の排除政策に由って上女中と下女中の区別は薄れて、家事全般を執り行う労働者を女中と呼ぶようになった。また、女中の位置づけについても奴隷的な奉公人から、教育水準が低い下層階級子女（主に小作人の娘など）の就業先という性格が強まっていった。20世紀も1950年代後半頃に差し掛かると、女性の権利意識向上、就学率の上昇などに伴い、こうした奉公人的性格を持つ女中の担い手は徐々に減少していった。代わって明確な雇用契約に基づくお手伝いさん（家政婦）と呼ばれる類似の職業が一般的になっていった。

## 現代
女中という呼称は廃れる傾向にあるが、その後も和風旅館や料亭などにおいて接客を行う（必ずしも住み込みとは限らない）女性を、女中と称することがある。これらの職業に対しては、仲居という呼称がより一般的に用いられている。
家事をする女性に対しては住込みメイドと言われ、海外（特に途上国）では一般的である。途上国（戦前の日本も含まれる）ではホワイトカラーとブルーカラーとの賃金格差が大きく、前者はメイドを雇いやすい。育児をする女性はナニー・ベビーシッターと呼ばれるが、富裕層ではなく中流家庭に雇われるとメイドが兼務することになる。また介護に関しては、ヘルパー費用の７～９割が介護保険で賄われるようになった。

## 学術用語としての「女中」
日本の朝廷では、天皇が政務や儀礼を行う「表」（表向）の内裏と私的な生活空間である「奥」（奥向）の後宮が明確に区別されていた（三分法を用いる場合には天皇が直接関与しない事務方の「口向」が加わる）。「表」と「奥」の分離はやがて公家や武家の間でも取り入れられていく。江戸城に置かれた将軍の私的な生活空間である「大奥」もその区別に由来している。
江戸時代の朝廷では制度上は上位の女官を「女房」、下位の女官を「女中」と呼ぶことになっていたが、実際の運用においては「女房」も「女中」も女官全体に対して用いられていた。また、江戸時代における武家（将軍家や大名家）の奥に仕える女性については「女中」の呼称が一般的である事から、日本近世史の学術用語として公武を問わず「奥」に仕える女性という共通の位置づけを前提として、朝廷に仕える女性に対しても「女官」に代わって「女中」を使うケースが見られる（この場合の「女中」には女官制度の枠に含まれない禁裏や院に仕える女性達も含まれている）。